# Організація Повітряних сил США
Структура Повітряних сил США — організаційна структура з переліком органів військового управління, військових формувань, навчальних закладів, установ та організацій, що входять до складу Повітряних сил США.
Вищий штаб Міністерства повітряних сил складається з окремих штабних елементів у Пентагоні: Секретаріату і Повітряного штабу ПС. Секретаріат очолює Секретар повітряних сил (SECAF), а Повітряний штаб ПС очолює начальник штабу ПС (CSAF). До складу міністерства повітряних сил також входить Космічний штаб, який керує Космічними силами США.

## Структурні підрозділи

### Підрозділи прямого підпорядкування
Структурний підрозділ прямого підпорядкування (англ. Direct Reporting Unit, DRU) — це установа Міністерства повітряних сил США, яка знаходиться поза межами стандартної організаційної ієрархії, оскільки підпорядковується виключно і одноосібно штабу ПС, а не підпорядковується йому через одне з Головних командувань. Термін «підрозділ прямого підпорядкування» походить від того, що підрозділ підпорядковується безпосередньо начальнику штабу ПС або призначеному представнику штабу ПС.
Підрозділ прямого підпорядкування має спеціалізовану і обмежену місію, що означає, що він є цільовим підрозділом, як правило, за винятком інших обов'язків, підпорядковується лише штабу Повітряних Сил. Такий підрозділ відокремлений і незалежний від будь-якої організаційної структури або контролю: головного командування, повітряної армії, оперативного командування, дивізії, крила, групи, ескадрильї або польового оперативного агентства. DRU мають специфічні і цілеспрямовані особливості завдань, визначені цьому підрозділу, такі як питання національної безпеки.
Повітряні сили мають дуже обмежену кількість підрозділів прямого підпорядкування:
| Військовий округ Повітряних сил США «Вашингтон» | Центр оперативних випробувань та оцінки Повітряних сил США | Академія Повітряних сил США |
| авіабаза Ендрюс, Меріленд                       | авіабаза Кіртланд, Нью-Мексико                             | Колорадо-Спрінгс, Колорадо  |

### Польові оперативні агентства
Польове оперативне агентство (англ. Field operating agency, FOA) — це підрозділ ПС, безпосередньо підпорядкований функціональному керівнику штабу ПС США. FOA виконує польові операції, що виходять за рамки компетенції будь-якого з головних командувань. Ця діяльність є спеціалізованою або пов'язаною з місією ПС і не включає в себе функції, що виконуються в штабі управління, за винятком випадків, коли на це є спеціальні вказівки від керівництва Міністерства оборони.
Серед Польових оперативних агентств є Національний центр аерокосмічної розвідки, Агентство імітаційного моделювання Повітряних сил, Агентство аналізу витрат Повітряних сил, Аудиторське агентство Повітряних сил, Центр кібернетичних спроможностей, Агентство льотних стандартів Повітряних сил, Центр безпеки Повітряних сил, Агентство зв'язків з громадськістю Повітряних сил, Центр бойової готовності Повітряних сил Національної гвардії та інші.

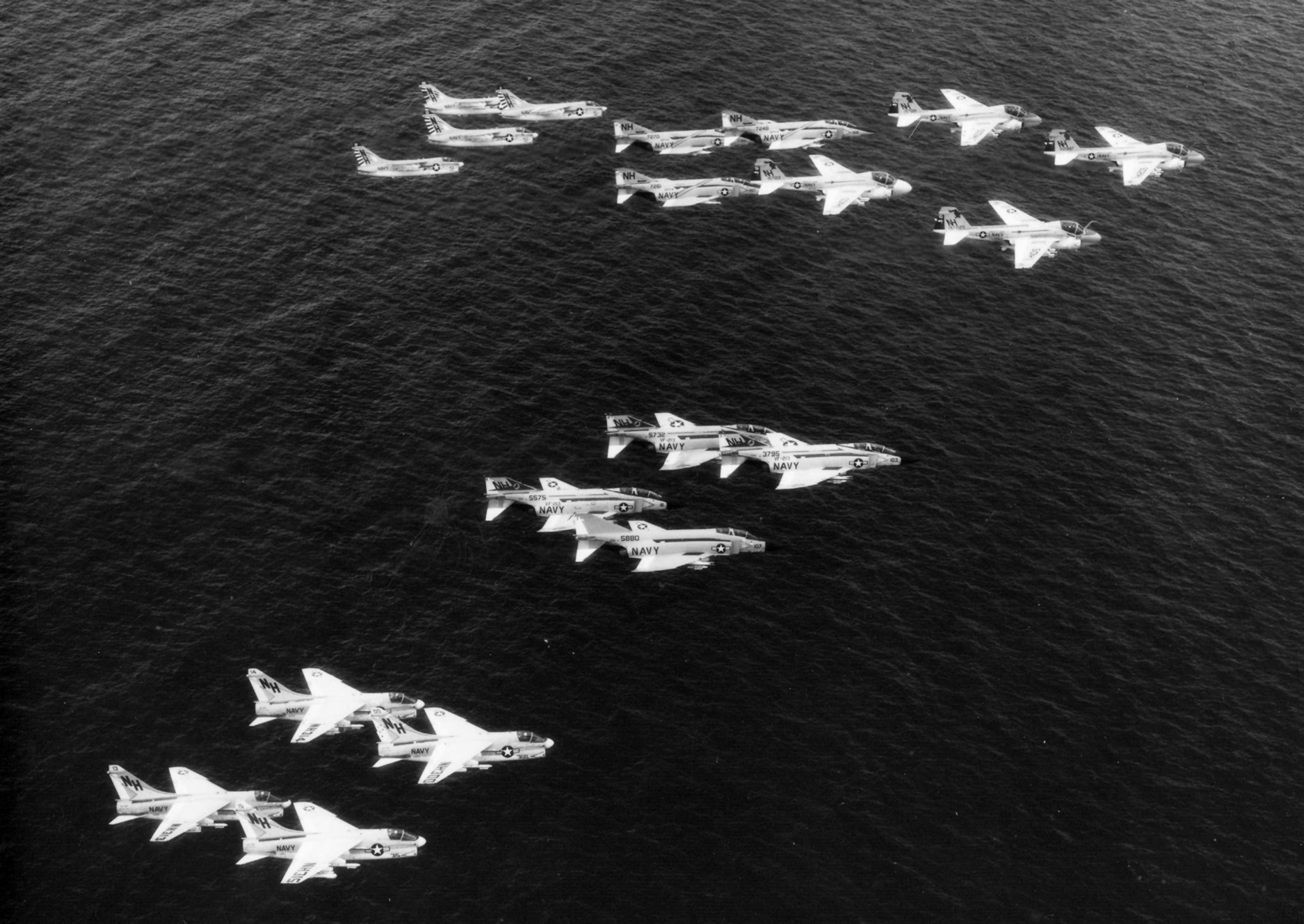
Авіаносне авіакрило американського авіаносця «Кітті-Хок» у польоті. 1974

### Головні командування Повітряних сил
Головне командування Повітряних сил США (англ. Major Commands of the United States Air Force, MAJCOM) — головні органи військового управління, що безпосередньо підпорядковується штабу ПС США або Повітряному штабу. Штаб MAJCOM є штабом управління під керівництвом якого перебуває великий сегмент збройних сил і, таким чином, має повний спектр функціонального персоналу. Командує MAJCOM генерал (O-10).

### Номерні повітряні армії

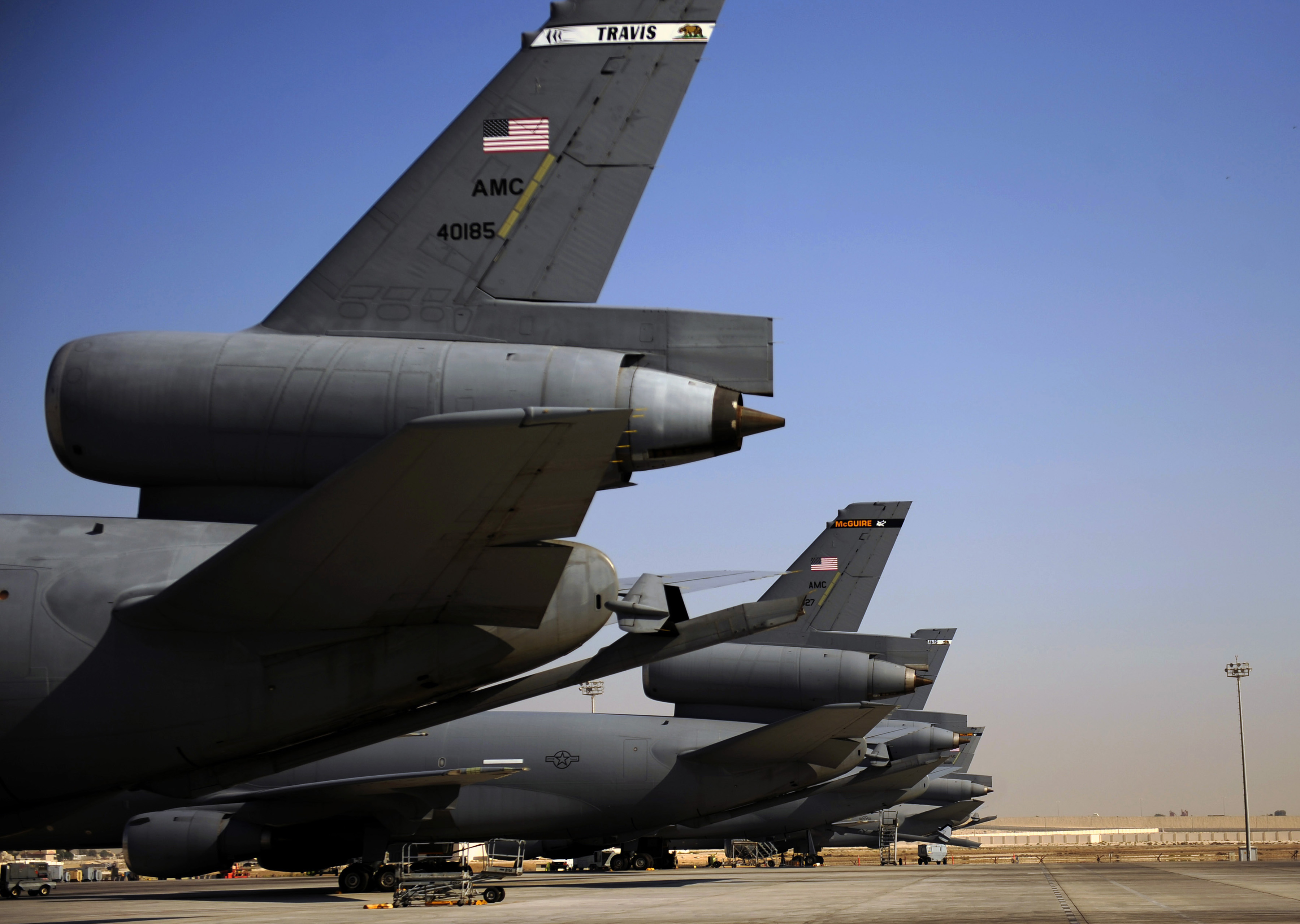
Ескадрилья літаків-заправників KC-10 «Екстендер» на злітній смузі авіабази в Південно-західній Азії. 2010

Номерна повітряна армія Повітряних сил США (англ. Numbered Air Force, NAF) — це тактичний ешелон сил, безпосередньо підпорядкований одному з командувань, який здійснює оперативне керівництво і нагляд. Повітряна армія призначена для виконання оперативної або бойової місії, часто орієнтованої на певний географічний регіон. До складу повітряної армії безпосередньо входять оперативні підрозділи, такі як крила, групи і ескадрильї. Командують армією генерал-майор (O-8) або генерал-лейтенант (O-9).

### Авіаційні крила
Авіаційне крило (англ. Wings of the United States Air Force) — структурний підрозділ повітряних сил, що має чітко визначену місію з конкретною сферою застосування, підпорядковуючись повітряній армії або штабу ПС США. Крила складаються з однієї або декількох груп, що складаються у свою чергу з декількох ескадрилей, і, як правило, очолюються полковником (O-6), але певні крила можуть очолюватися бригадним генералом (O-7). Другим за посадою після командира крила є заступник командира крила, який може бути тільки полковником. Старший сержант авіаційного крила має звання команд-сержант-майора (E-9). Крила сьогодні охоплюють як оперативну, так і допоміжну діяльність (групи технічного обслуговування, групи підтримки місії), і зазвичай належать до одного з трьох основних типів: оперативне крило, крило авіабази і крило спеціалізованої місії. Станом на 30 вересня 2006 року у складі ПС США було 120 крил, у тому числі 57 літаючих (з екіпажами) крил.

### Авіаційні групи
Авіаційна група (англ. United States Air Force Groups) — тактичний підрозділ повітряних сил, що складається з декількох ескадрилій і зазвичай очолюється полковником (O-6). Другим за рангом після командира групи є заступник командира групи, який також є полковником або підполковником (O-5); в деяких випадках цю роль може виконувати призначена цивільна особа, як правило, на рівні GS-15, з альтернативним званням заступника керівника групи. Найстарший головний сержант у групі називається старшим сержантом групи, цю посаду може обіймати лише головний майстер-сержант (E-9). Протягом кількох десятиліть група була менш помітною, але знову стала помітною під час переходу до організації «об'єктивного крила» в 1990-х роках. Ця реорганізація змінила структуру командування базами зі схеми «командир крила/командир бази» на єдиного командира крила («одна база — один начальник») з кількома групами під його командуванням. Існує два основних типи груп: залежні (оперативні, логістичні, допоміжні, медичні або великі функціональні підрозділи) і окремі (незалежні) (групи з функціями і обов'язками, подібними до функцій і обов'язків крила, але обсяг і розмір яких не виправдовує визначення на рівні крила). Станом на 30 вересня 2006 року у складі ПС США було 17 незалежних груп, дев'ять з яких були льотними установами.

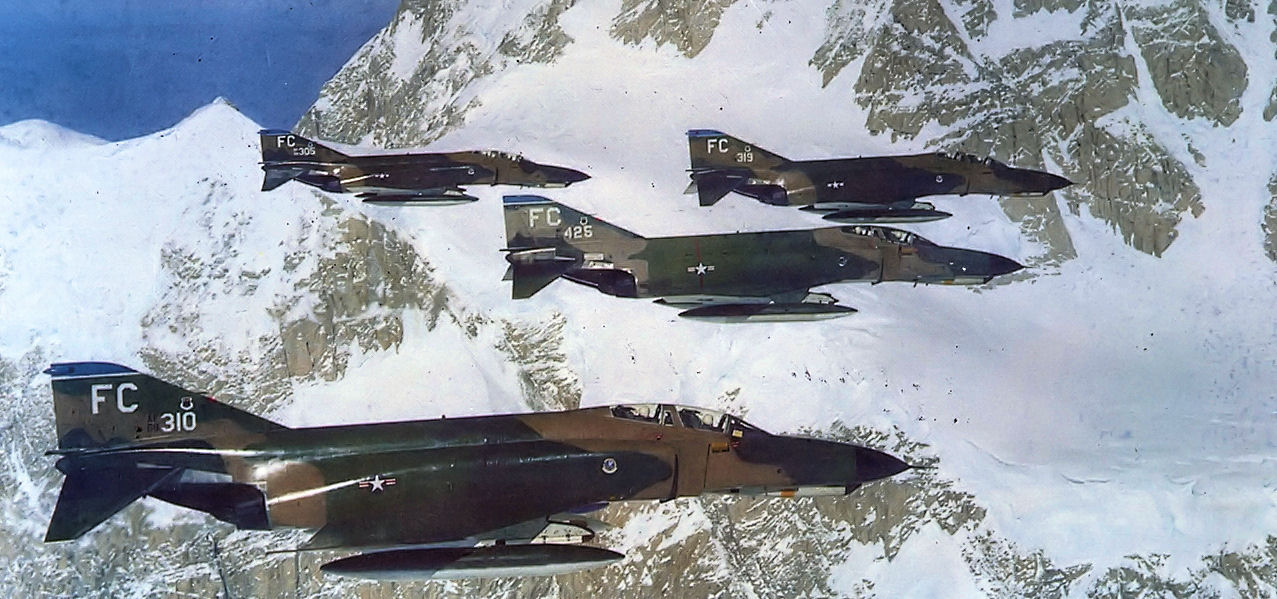
Ланка штурмовиків F-4E «Фантом» II в небі над горою Деналі. Аляска. 1980

### Ескадрилья
Ескадрилья вважається основною одиницею у складі ПС США і існує для «[забезпечення] конкретних оперативних або допоміжних можливостей». Ескадрильї зазвичай складаються з двох-шести ланок і налічують від 35 до 700 осіб, залежно від типу (оперативна, або «льотна», ескадрилья, як правило, складається з екіпажів, організованих у три-чотири ланки, достатніх для обслуговування від 8 до 24 літаків, залежно від типу/моделі/серії літаків, які експлуатуються. Літаки «належать» групі технічного обслуговування командного крила, до складу якого входить ескадрилья, в той час як оперативні ескадрильї та їх екіпажі належать до оперативної групи крила).
Ескадрильєю зазвичай командує майор (O-4) або підполковник (O-5); однак підполковник є найбільш поширеним званням для командира ескадрильї (SQ/CC) більшості типів ескадрилій. Крім того, невелику кількість ескадрилій очолюють цивільні еквіваленти командирів, відомі як керівники ескадрилей (скорочено SQ/CL — цивільний керівник) — як правило, на посаді рівня GS-15.

### Ланка
Авіаційна ланка — штатний підрозділ ескадрильї. Чисельність ланки коливається від десятка до понад сотні осіб, у відповідальності яких, як правило, є чотири літаки. Ланка може бути «номерною або іменною ланкою» (підрозділ найнижчого рівня, наприклад, «оперативна ланка»), ланка «альфа» (частина ескадрильї, що складається з елементів, які виконують ідентичні завдання) або «функціональною ланкою» (підрозділ, що виконує конкретні завдання, наприклад, «ланка забезпечення та організації»).
Командир ланки, який також називається «відповідальний командир» (OIC), є офіцером ротного рівня (CGO), як правило, у званні капітана (O-3). Командиру допомагає головний сержант (SNCO), як правило, у званні старшого майстер-сержанта (E-8).
Основна частина особового складу і виконання завдань ескадрильї припадає на ланки, що входять до її складу. Більшість ланок поділяються на невеликі підпідрозділи, відомі як секції та пари. Ці підрозділи існують для того, щоб об'єднати конкретні місії або можливості і слугують для визначення їхнього призначення на інсталяції, де вони дислокуються.